# Przydacznia olbrzymia
Przydacznia olbrzymia (Tridacna gigas) – największy gatunek małża na świecie. Żyje w Oceanie Spokojnym, w okolicach Wielkiej Rafy Koralowej, oraz w Oceanie Indyjskim. Maksymalna długość to 1,5 metra. Masa ciała może osiągać 320 kilogramów. Żywi się głównie poprzez glony symbiotyczne, a także planktonem odfiltrowanym z wody.
Łowiona ze względu na smaczne mięso. W rejonie Filipin została niemal całkowicie wytępiona przez rybaków.